# Cantó de Bâgé-le-Châtel
El cantó de Bâgé-le-Châtel era una divisió administrativa francesa del departament de l'Ain. Comptava amb 10 municipis i el cap era Bâgé-le-Châtel. Va desaparèixer el 2015.

## Municipis
- Asnières-sur-Saône
- Bâgé-la-Ville
- Bâgé-le-Châtel
- Dommartin
- Feillens
- Manziat
- Replonges
- Saint-André-de-Bâgé
- Saint-Laurent-sur-Saône
- Vésines

## Història
| Data d'elecció                           | Identitat         | Partit          | Qualitat |
| ---------------------------------------- | ----------------- | --------------- | -------- |
| 1945-1949                                | Edmond Blanc      | SFIO            |          |
| 1949-1955                                | Alexandre Nicolot | RPF, després RS |          |
| 1955-1992                                | Hubert Pernin     | CNI             |          |
| 1992-2004                                | Michel Voisin     | UDF-CDS         |          |
| 2004-2011                                | Gilbert Thomas    | Divers gauche   |          |
| 2011-2015                                | Guy Billoudet     | Divers droite   |          |
| les dades anteriors no són pas conegudes |                   |                 |          |
|                                          |                   |                 |          |